# Ann Makander
Ann Makander, född 1954 i Malmö, är en svensk målare och grafiker.
Har bland annat studerat vid Forums målarskol i Malmö 1974-1977, Konstskolan Brage i Umeå 1977-1978 och Konsthögskolan i Stockholm 1978–84.

## Separatutställningar
- 1984 – Galleri Mejan, Stockholm
- 1985 – Galleri Ferm, Malmö
- 1986 – Bildhörnan, Umeå
- 1986 – Galleri Blanche, Stockholm
- 1986 – Galleri S:t Olof, Norrköping
- 1988 – Galleri Ferm, Malmö
- 1988 – Skövde Konsthall, Skövde
- 1989 – Galleri Gouachen,
- 1989 – Nordiskt Ministerråd, Köpenhamn
- 1989 – Galerie Konstruktiv Tendens, Stockholm
- 1989 – Galleri Bernhardson, Malmö
- 1990 – Galleri 1, Göteborg
- 1991 – Galleri S:t Olof, Norrköping
- 1992 – Galleri Arton Karat, Söderhamn
- 1992 – Galleri Tobisborg, Simrishamn
- 1993 – Galerie Konstruktiv Tendens, Stockholm
- 1993 – Galleri Konstkammaren, Umeå
- 1994 – Galleri Ferm, Malmö
- 1994 – Tjörnedalagården, Baskemölla
- 1994 – Galleri J B, Västerås
- 1995 – Galleri Lotsen, Karlshamn
- 1995 – Galleri Gerthel, Malmö
- 1995 – Härja Prästgård, Tidaholm
- 1995 – Smålands Konstarkiv, Värnamo
- 1996 – Galleri Svenska Bilder, Stockholm
- 1997 – Ystads Konstmuseum, Ystad
- 1998 – Galleri Smedhamre, Uppsala
- 1998 – Galleri Danielson, Borgholm
- 1998 – Galleri Gullmarn, Skredsvik, Uddevalla
- 1998 – Tittskåp på Stureplan i Stockholm i samband med kulturhuvudstadsåret
- 1999 – Galleri Bergman, Malmö
- 1999 – Synvinkeln, Nordanå, Skellefteå Museum
- 2000 – Galleri Svenska Bilder, Stockholm
- 2001 – Växjö konsthall
- 2002 – Stadsgalleriet, Halmstad
- 2002 – Galleri Svenska Bilder, Stockholm

## Representerad
- Malmö konstmuseum
- Regionmuseet Kristianstad
- Uppsala Konstmuseum
- Musée d'Art et d'Histoire, Cholet, Frankrike
- Skissernas museum, Lund
- Statens konstråd
- Norrköpings konstmuseum
- Kalmar konstmuseum[1]